# 青木康忠
青木 康忠（あおき やすただ）は、戦国時代から安土桃山時代にかけての武将。朝倉氏の家臣。

## 経歴
永禄11年（1568年）朝倉義景のもとへ移った足利義昭の警護役を務める。元亀元年（1570年）の金ヶ崎の戦いでは朝倉義景に従い織田信長勢相手に奮闘する。のち天正元年（1573年）一乗谷城の戦いで再び信長勢と戦うが討死した。